# IC 1820
IC 1820 — галактика типу S (спіральна галактика) у сузір'ї Кит.
Цей об'єкт міститься в оригінальній редакції індексного каталогу.